# 蒙自市第一高级中学
23°22′11″N 103°22′07″E / 23.369836°N 103.368579°E
蒙自市第一高级中学，简称蒙自一中，位于中华人民共和国云南省红河州蒙自市，是云南省一级二等普通高级中学，现包含初中部和高中部。其前身为创办于1891年的道成书院，1911年改建为新式学校，即云南省立第三模范中学，亦为云南最早的三所省立中学之一。

## 办学历史

### 清末民初
光绪十八年（1892年），临开广兵备道道尹陈灿，锐意兴学，见蒙自原有的“见湖”、“载道”、“观澜”三书院已成废址，决定效仿省城“经正书院”规制，构屋藏书，遂创办道成书院(又称三府书院)。尚未开学，陈灿离任道尹:804。继任者刘春霖广聘名师，选拔临安、开化、广南三府的高材生入学，并于光绪十九年（1893年）正式开学:804。
光绪三十年（1904年），清廷颁布《奏定学堂章程》，废除科举制，规定师范学堂分为初级和优级二级，初级学制为五年。临开广道道尹魏景桐将道成书院改办为初级师范学堂(又称三府师范学堂)。为云南省第一所师范学堂:37。当时在院中增建讲堂一幢，购置了许多音乐、美术教具，开学后书声琅琅，歌声、乐声悠悠扬扬，大家称之为新学。
宣统二年（1910年）末至宣统三年（1911年）初，云贵总督李經羲和云南提學叶尔恺先后委任李曰垓为云南省第三中学堂监督。宣统三年（1911年）李曰垓遂赴蒙自筹建办学成立省立第三模范中学，出任首任校长。并将高等小学堂和光绪三十二年（1906年）设立后因经费困难而停办的广南完全师范、临安简易师范等初级师范学堂学生纳入就读:40。学校于同年3月30日开学，设实（理）科甲、乙班，文科班，文科预科班，师范班（两班）等6个班，在校生300余人:824。

道成书院（蒙自一中的前身）

### 辛亥革命后
民国二年（1913年），唐继尧政府派汪学谦出任校长，学校更名为省立第四师范学校，为全省四所省立师范学校之一。第三模范中学原有学生并入省立第一中学（位于昆明）:824。当年招生100人，设正科、预科各两个班。次年初，与省立第一师范学校合并，校产交蒙自劝学所代管，第四师范学堂遂停办:824。同年7月，蒙自道尹王广龄委派喻炳奎以第四师范旧址和校产筹办十三属联合中学（涵盖蒙自道下属的蒙自、个旧、开远、建水、石屏、通海、河口、华宁、峨山、文山、马关、广南、富宁十三县）:824。次年八月开学，设两个班，学生百余人:824。十二年（1923年），蒙自道令十三属联中增招靖边(今屏边)、西畴两县学生，校名改为蒙自等十五属联合中学:824。
民国十四年（1925年）9月，蒙自道所属各县要求自办中学，道尹陈钧报请省府批准，解散十五属联中，将经费分给各县。十五年（1926年）3月，蒙自、个旧两县利用原联中设备及校址，创办蒙个联合中学。3月和7月各招1个班，学生97人。:824

### 中华民国国民政府时期
民国十九年（1930年）2月，云南省教育厅规划全省师范教育，改蒙个联合中学为十属联合师范（涵盖蒙自、个旧、开远、建水、石屏、通海、河西、曲溪、华宁、峨山十县）。1933年8月，改称省立蒙自初级中学。
民国三十二年（1943年），学校改称省立蒙自中学，正式成为一所完全普通中学，并开始招收第一届高中生。是年八月，县政府创办县立蒙自中学，地点在老城东文庙内。

### 中华人民共和国时期
1950年1月，解放军攻占蒙自。是年3月，蒙自县立中学与省立中学两校合并，称云南省蒙自中学，由蒙自专区文教科主管，委派侯奉瑾担任校长。蒙自中学被西南区文教部认定为云南省四所重点中学之一。
1958年，蒙自先后成立第二、第三、第四中学，改蒙自中学为云南省蒙自第一中学，随即与蒙自师范、蒙自酒厂合并，又称蒙自师专附中，隶属州人委。1960年酒厂脱离一中，1961年秋，师范、一中分离。
1971年1月，红河州政府下放人权、财权给县，蒙自第一中学由州属学校变为县属，遂更名为云南省蒙自县第一中学。
1997年8月，蒙自县委、县政府决定将蒙自一、二中初、高中分离办学，蒙自一中更名为蒙自县第一高级中学，成为云南省第一所高级中学。
2003年，红河州州府搬迁蒙自，为适应教育发展需要，蒙自县委、政府在新城区划地199亩，投资1.6亿元建设蒙自第一高级中学新校区（凤凰校区），并于2006年11月投入使用。
2006年7月，蒙自县政府实施教育改革，将蒙自一中拆分为蒙自高级中学和文澜高级中学。
2013年9月17日，蒙自高级中学和文澜高级中学合并，恢复蒙自一中校名。
2023年8月，蒙自一中时隔二十六年恢复初中办学，初中部设在南湖老校区（原蒙自实验中学）。并于同年9月招收第一批学生。
2024年5月，蒙自一中初中部计划于2024年下学期开学前整体搬迁至凤凰校区，即高中部所在校区。

## 校园

### 沿革

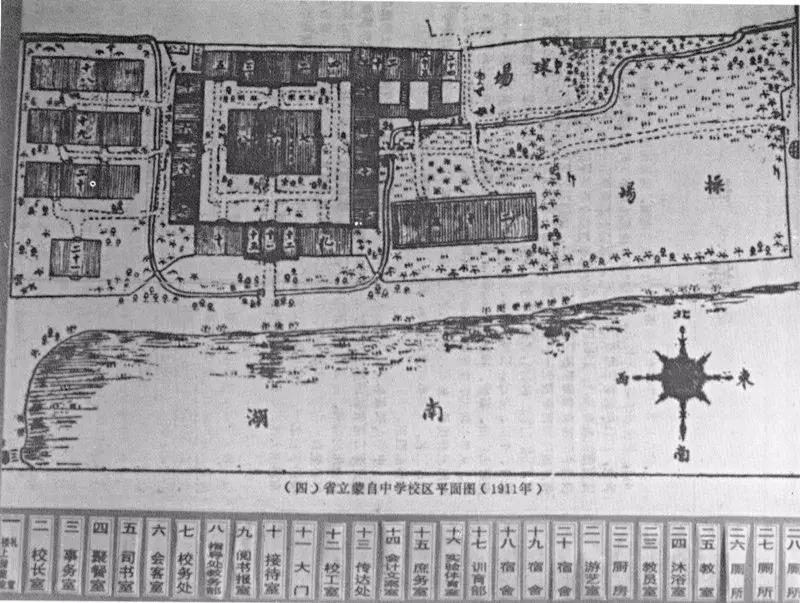
省立中学时期的蒙自一中校园平面图

1911年，省立第三模范中学学监李曰垓在校园东侧建教学楼一幢，西侧建宿舍3幢。:8181982年至1989年，校园经理扩建，新增教学、实验、职工宿舍大楼各一幢。:826。2006年7月，蒙自一中分设为蒙自高级中学和文澜高级中学。蒙自高级中学迁往风凰路南段新校区，文澜高级中学在南湖原校址。:719

### 现状

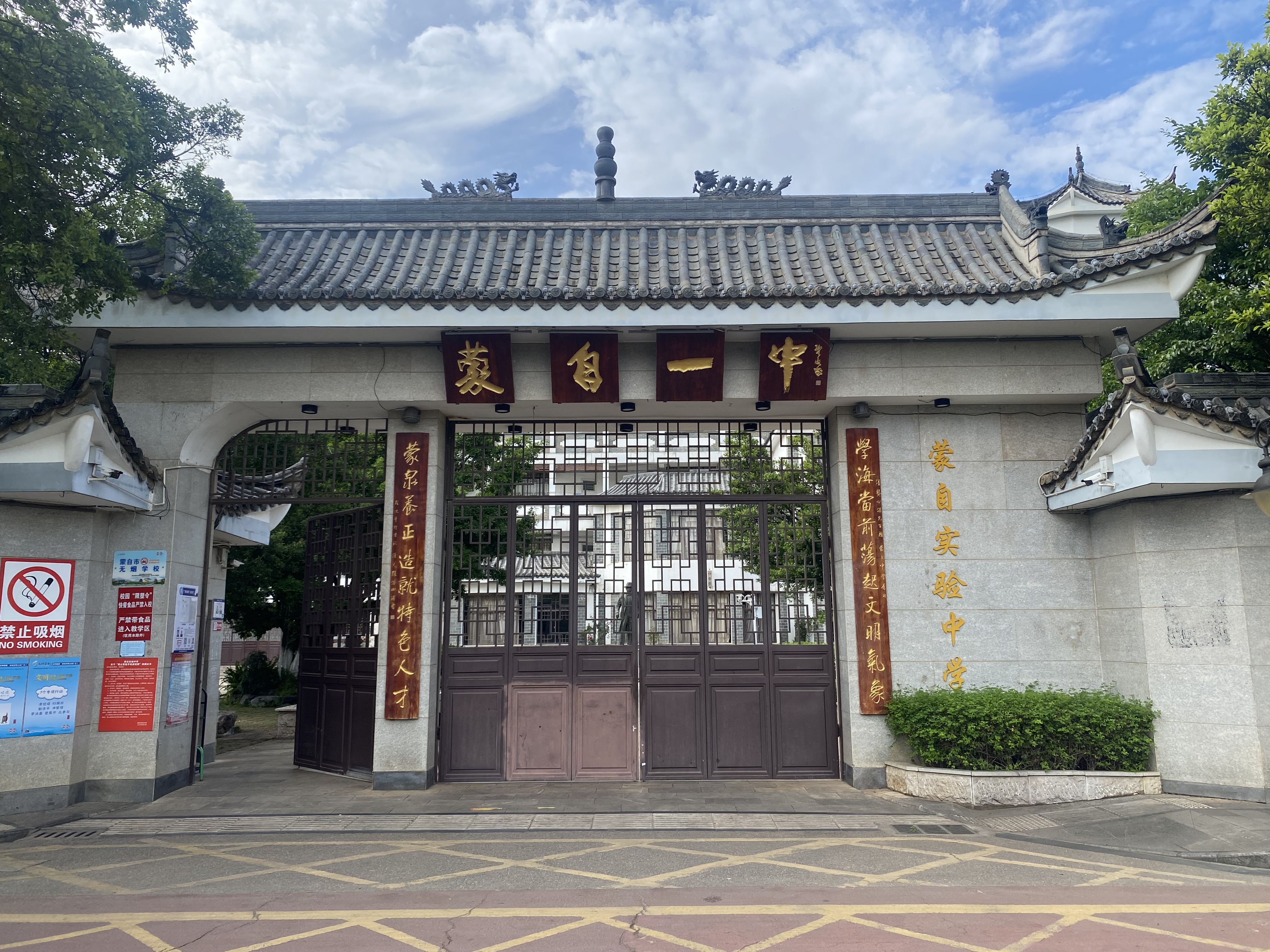
蒙自一中南湖校区

## 历任校长
| 任数 | 姓名   | 任期      | 时期                                                                     | 备注                                                                                |
| ---- | ------ | --------- | ------------------------------------------------------------------------ | ----------------------------------------------------------------------------------- |
| 1    | 李曰垓 | 1911-1912 | 省立第三模范中学时期                                                     |                                                                                     |
| 2    | 吴宾   | 1912-1913 | 省立第三模范中学时期                                                     |                                                                                     |
| 3    | 江学谦 | 1913-1914 | 省立第四师范学校时期                                                     |                                                                                     |
| 4    | 赵甲南 | 1915-1916 | 十三（五）属联合中学时期                                                 |                                                                                     |
| 5    | 李文源 | 1916-1921 | 十三（五）属联合中学时期                                                 |                                                                                     |
| 6    | 雷协中 | 1921-1922 | 十三（五）属联合中学时期                                                 |                                                                                     |
| 7    | 徐咸泰 | 1922-1923 | 十三（五）属联合中学时期                                                 |                                                                                     |
| 8    | 刘瀣   | 1923-1925 | 十三（五）属联合中学时期                                                 |                                                                                     |
| 9    | 周宝珩 | 1926-1929 | 蒙个联合中学时期                                                         |                                                                                     |
| 10   | 缪汝祯 | 1929-1930 | 蒙个联合中学时期                                                         |                                                                                     |
| 11   | 解福萌 | 1930-1932 | 十属联合中学时期                                                         |                                                                                     |
| 12   | 刘铁庵 | 1932-1933 | 隶属省立临安中学时期                                                     |                                                                                     |
| 13   | 周宝琮 | 1933-1940 | 此时期校名经历多次改动， 先后有“蒙自初级中学”、 “省立蒙自师范学校”等称呼 |                                                                                     |
| 14   | 王启瑞 | 1940-1942 | 此时期校名经历多次改动， 先后有“蒙自初级中学”、 “省立蒙自师范学校”等称呼 |                                                                                     |
| 15   | 解福萌 | 1942-1943 | 此时期校名经历多次改动， 先后有“蒙自初级中学”、 “省立蒙自师范学校”等称呼 |                                                                                     |
| 16   | 万寿麟 | 1944-1950 | 省立蒙自中学时期                                                         | 同一时期，蒙自亦有县立蒙自中学，校长为：徐庆镛（1943～1947）， 侯奉瑾（1948～1950） |
| 17   | 侯奉瑾 | 1950-1952 | 云南省蒙自中学时期                                                       |                                                                                     |
| 18   | 方莘   | 1952-1956 | 云南省蒙自中学时期                                                       |                                                                                     |
| 19   | 章步伦 | 1956-1958 | 云南省蒙自中学时期                                                       |                                                                                     |
| 20   | 邓子俊 | 1958-1960 | 云南省蒙自第一中学时期                                                   | 自此，校名简称正式为“蒙自一中”                                                      |
| 21   | 于如芬 | 1960-1963 | 云南省蒙自第一中学时期                                                   |                                                                                     |
| 22   | 张文华 | 1963-1966 | 云南省蒙自第一中学时期                                                   |                                                                                     |
| 23   | 高月奎 | 1968-1969 | 云南省蒙自第一中学时期                                                   |                                                                                     |
| 24   | 侯本忠 | 1970-1975 | 云南省蒙自县第一中学时期                                                 |                                                                                     |
| 25   | 施彦朝 | 1975-1976 | 云南省蒙自县第一中学时期                                                 |                                                                                     |
| 26   | 罗庆元 | 1976-1993 | 云南省蒙自县第一中学时期                                                 |                                                                                     |
| 27   | 杨振力 | 1993-1997 | 云南省蒙自县第一中学时期                                                 |                                                                                     |
| 28   | 殷之荣 | 1998-2006 |                                                                          | 自1997年起，蒙自一中仅保留高中部                                                    |
|      | 张永华 | 2006-2013 | 蒙自高级中学                                                             | 此一时期为蒙高、文高两校分治时期，遂不列入蒙自一中校长名单                          |
|      | 段惠莲 | 2006-2013 | 文澜高级中学                                                             | 此一时期为蒙高、文高两校分治时期，遂不列入蒙自一中校长名单                          |
| 29   | 段惠莲 | 2014-2023 | 蒙自市第一高级中学                                                       |                                                                                     |
| 30   | 吴仕君 | 2023-至今 | 蒙自市第一高级中学                                                       |                                                                                     |

## 学校文化

### 校训
博学 笃志 尚志 冶趣

### 校风
勤奋 求实 和谐 创新

### 学风
乐学 善思 修身 明理

### 学校精神
自强不息，追求卓越

## 友好学校
荷蘭鹿特丹哈沃尔圣尼姆戏剧学校